# Pilaf (personaje de Dragon Ball)
Pilaf (ピラフ Pirafu?) es el primer villano de la serie Dragon Ball. Casi nunca se le han visto más de dos colaboradores: Shū, un perro ninja, y Mai, una peligrosa mujer. Su nombre proviene del platillo Pilaf.

## Características
Es un marciano de aspecto bajito y azul parecido a Garlic Jr.. Es un ser déspota, capaz de torturar a los demás por una flatulencia propia, que considera lanzar un beso al aire como lo más erótico a lo que es capaz de llegar un ser humano.

## Biografía
Pilaf tenía aproximadamente 34 años cuando decidió emprender por primera vez la búsqueda de las Dragon Balls, para pedirle a Shenlong ser el Rey absoluto del mundo. Sus secuaces trataron de robarle las Dragon Balls al otro grupo que las estaba reuniendo: Son Gokū y compañía, pero la única manera que tuvieron de conseguirlas fue dejando que el grupo entrase en el castillo y encerrarles. Pero cuando Pilaf y sus secuaces estaban llamando a Shenlong Gokū logró abrir un hueco en una pared con un Kame Hame Ha, por donde pudo salir Oolong y pedir el deseo antes que Pilaf. Tras esto, el furioso Pilaf logra encerrar a Son Gokū y sus amigos en una mazmorra con cristal blindado para que, al amanecer, mueran socarrados por el Sol. No obstante, Gokū ve la luna llena y se transforma en Ōzaru destruyendo el palacio de Pilaf.
Cuando las Dragon Balls volvieron a estar activas, salieron a buscarlas en una nave voladora con aspecto de Estrella de la muerte con incrustaciones, y a pesar de haber conseguido engañar a Gyumaō haciendo que Shū se hiciera pasar por Gokū, el Coronel Silver les obligó a renunciar a ella.

## Aparición en otros medios
- Pilaf tiene una participación en Cross Epoch, un one shot crossover dibujado por Akira Toriyama y Eiichirō Oda, donde aparecen varios personajes de One Piece y Dragon Ball.

- En el videojuego Dragon Ball Z: Budokai Tenkaichi 3 aparece como uno de los personajes jugables, pero dentro de uno de sus endo-esqueletos o máquinas.